# Microhyla palmipes
Microhyla palmipes là một loài ếch trong họ Nhái bầu. Loài này có ở Indonesia và Malaysia.
Các môi trường sống tự nhiên của chúng là các khu rừng ẩm ướt, đất thấp nhiệt đới hoặc cận nhiệt đới, sông, và đầm nước ngọt. Nó không được xem là bị đe dọa theo IUCN.

## Hình ảnh

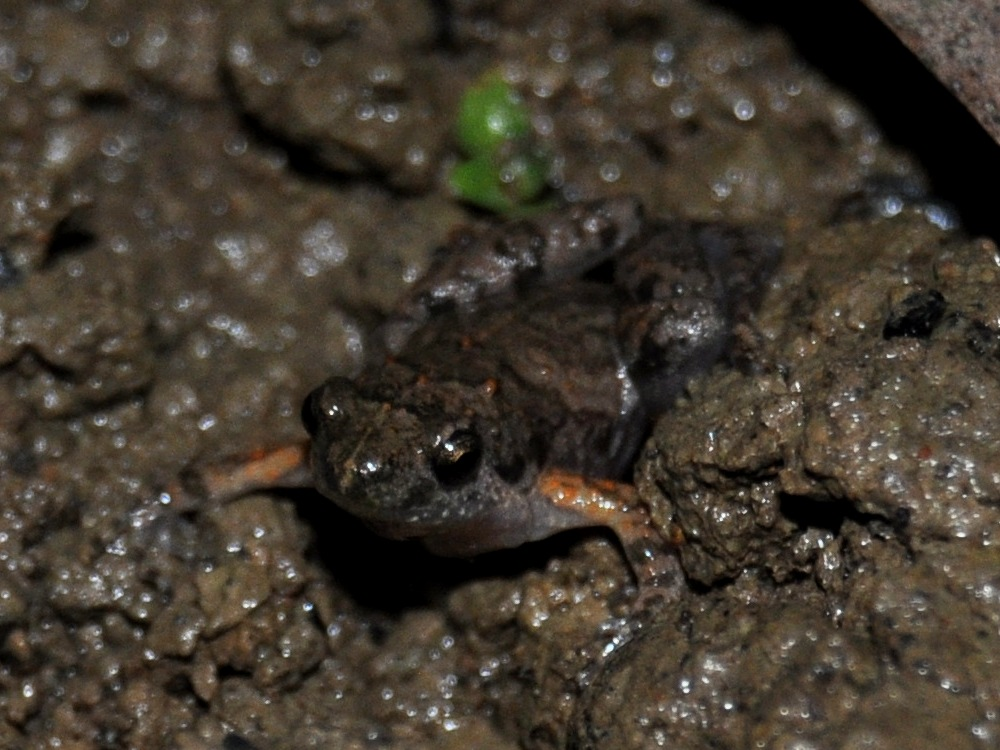
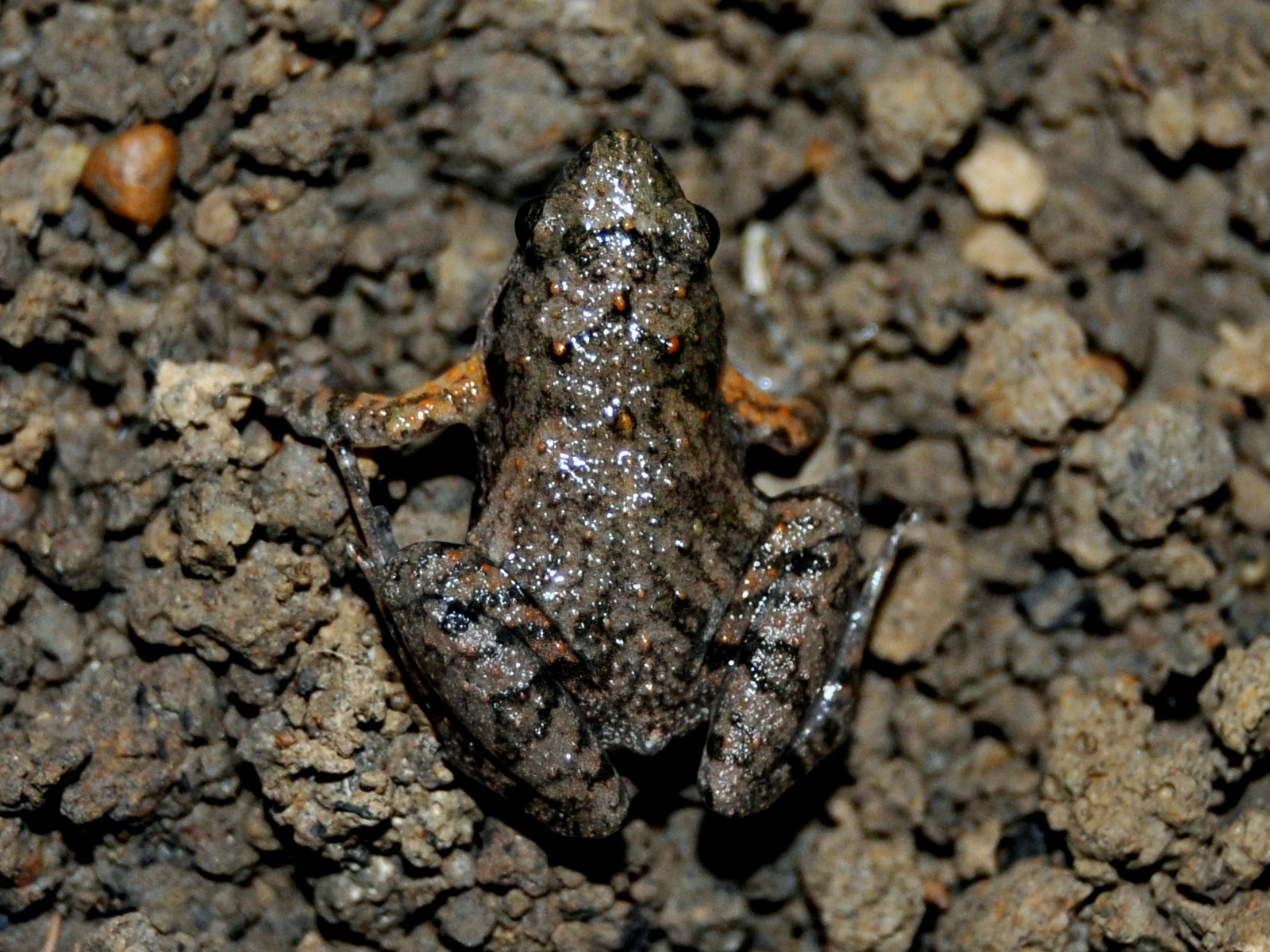
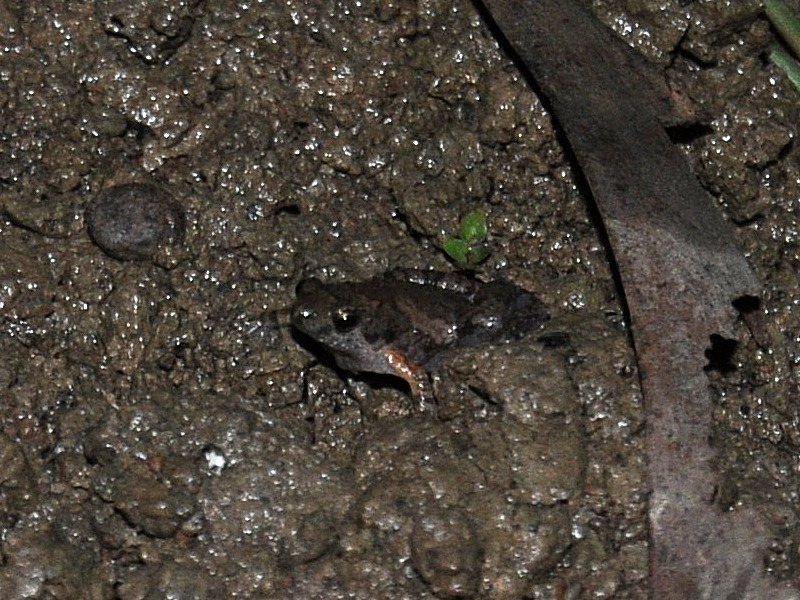
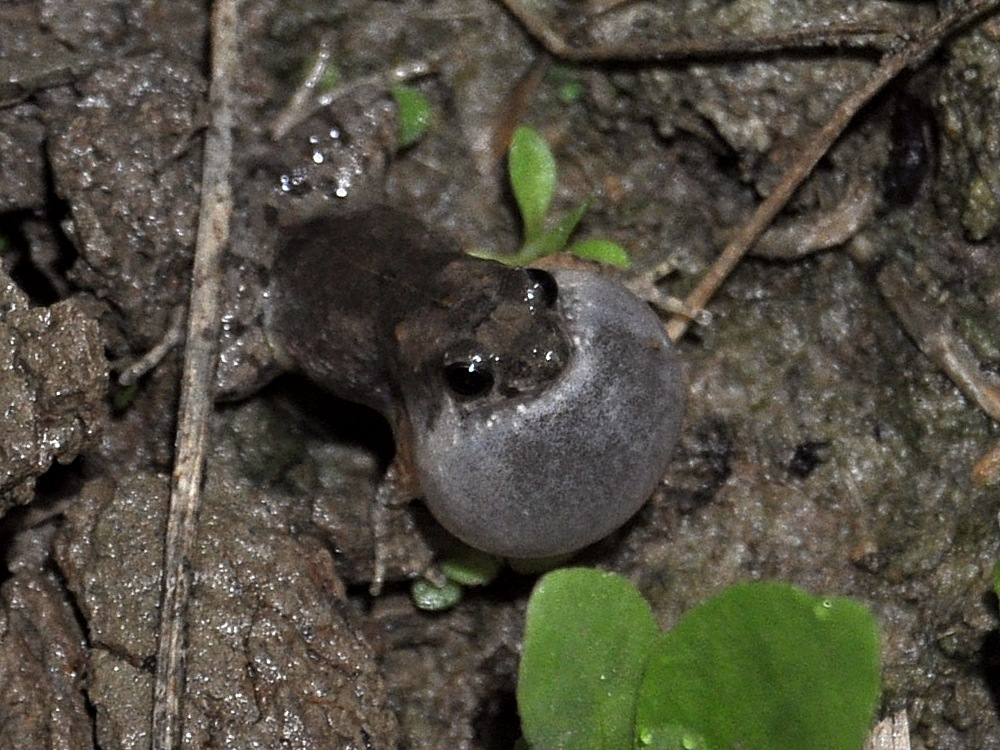